# Fokker K.I
Fokker M.9, còn gọi là K.I (for Kampfflugzeug), là một loại máy bay tiêm kích thử nghiệm của Đức.